# The National (album)
The National je první studiové album americké indierockové skupiny The National. bydáno bylo v říjnu roku 2001 společností Brassland Records. Spolu se členy skupiny jej produkoval Nick Lloyd. Jde o jediné album kapely, které vyšlo před příchodem multiinstrumentalisty Bryce Dessnera (ten sice na albu hrál, ale ne jako člen kapely). Na obalu alba byla použita fotografie bubeníka Bryana Devendorfa v bazénu.

## Seznam skladeb
Autory všech skladeb jsou členové skupiny The National.
1. Beautiful Head – 3:08
2. Cold Girl Fever – 4:06
3. The Perfect Song – 3:15
4. American Mary – 4:03
5. Son – 5:20
6. Pay for Me – 3:23
7. Bitters & Absolut – 4:00
8. John's Star – 3:05
9. Watching You Well – 3:02
10. Theory of the Crows – 4:37
11. 29 Years – 2:50
12. Anna Freud – 3:09

## Obsazení
The National
- Matt Berninger – zpěv
- Scott Devendorf – kytara, doprovodné vokály
- Aaron Dessner – baskytara, kytara
- Bryan Devendorf – bicí

Ostatní hudebníci
- Mike Brewer
- Bryce Dessner
- Nathalie Jonas
- Nick Lloyd
- Jeff Salem